# Circle (Montana)
Circle – miasto w Stanach Zjednoczonych, w stanie Montana, siedziba administracyjna hrabstwa McCone.